# Leptidea
Leptidea es un género de mariposas de la familia Pieridae, subfamilia Dismorphiinae.

## Descripción
Especie tipo por monotipia Papilio sinapis Linnaeus, 1758.

## Diversidad
Existen 11 especies reconocidas en el género que se distribuyen por Europa y Asia.
- L. amurensis
- L. darvazensis
- L. descimoni
- L. duponcheli
- L. gigantea
- L. lactea
- L. morsei
- L. reali
- L. serrata
- L. sinapis
- L. yunnanica

## Plantas hospederas
Las especies del género Leptidea se alimentan de plantas de las familias Fabaceae, Brassicaceae, Rhamnaceae. Las plantas hospederas reportadas incluyen los géneros Vicia, Lathyrus, Lotus, Hedysarum, Lupinus, Onobrychis.